# Robert Sherlaw Johnson
Robert Sherlaw Johnson (ur. 21 maja 1932 w Sunderland, zm. 3 listopada 2000 w Appleton) – brytyjski kompozytor i pianista.

## Życiorys
Studiował na Durham University (1950–1953) oraz w Royal Academy of Music w Londynie (1953–1957), do grona jego nauczycieli należeli William Alwyn i Alan Bush. W latach 1957–1958 odbył uzupełniające studia muzyczne w Paryżu u Nadii Boulanger, Oliviera Messiaena i Jacques’a Févriera. Od 1961 do 1963 roku zatrudniony był jako asystent na University of Leeds, w latach 1965–1970 wykładał na University of York. Od 1970 roku był wykładowcą Uniwersytetu Oksfordzkiego. Gościnnie wykładał na Eastman School of Music w Rochester.
Występował jako pianista i akompaniator, propagując muzykę współczesną. Dokonał licznych nagrań płytowych utworów Oliviera Messiaena, opublikował też poświęconą kompozytorowi pracę monograficzną (1974).

## Twórczość
Jako kompozytor pozostawał pod wpływem Oliviera Messiaena. Tworzył kompozycje wokalne i wokalno-instrumentalne do tekstów religijnych, E.E. Cummingsa i Maurice’a Sendaka. Wiele utworów napisał na zamówienie Uniwersytetu Oksfordzkiego.

## Wybrane kompozycje
(na podstawie materiałów źródłowych)

### Utwory orkiestrowe
- Koncert fortepianowy (1983)

### Utwory kameralne
- 2 kwartety smyczkowe (I 1966, II 1969)
- Triptych na flet, klarnet, skrzypce, wiolonczelę, fortepian i perkusję (1973)
- Kwintet na klarnet, skrzypce, altówkę, wiolonczelę i fortepian (1974)
- Sonata na flet altowy i wiolonczelę (1976)

### Utwory fortepianowe
- 3 sonaty (I 1963, II 1967, III 1976)
- 7 Short Pieces (1968)
- In Nomine for Edmund Rubbra (1971)
- Asterogenesis na 8-oktawowy fortepian Bösendorfera (1973)
- Nymphaea („Projections”) (1976)

### Utwory wokalne a cappella
- Sedit angelus (1965)
- Veni sancte Spiritus z perkusją ad libitum (1965)
- Congregational Mass (1967)
- The Resurrection of Feng-Huang (1968)
- Incarnatio na chór (1970)
- Christus resurgens na chór (1972)
- Veritas veritatus na 6 głosów (1980)

### Utwory wokalno-instrumentalne
- A Song Cycle of Our Lady na sopran i klawesyn (1960)
- Resurrection na sopran, chór, zespół smyczkowy i fortepian (1960)
- A Liturgy of the Nativity na chór i zespół instrumentów (1962)
- Night Songs na sopran i fortepian (1964)
- Amores na sopran, klarnet i fortepian (1964)
- Liturgia redemptionis nostrae na sopran i 9 instrumentów (1965)
- The Praises of Heaven and Earth na sopran, taśmę i fortepian (1969)
- Green Whispers of Gold na głos, taśmę i fortepian (1971)
- An Anthem for the Trinity na 2 soprany, alt i organy (1971)
- Carmina vernalia na sopran, flet, obój, klarnet, róg, trąbkę, puzon, fortepian, skrzypce, altówkę i wiolonczelę (1972)
- Where the Wild Things Are na sopran i taśmę (1974)
- Festival Mass of the Resurrection na chór i orkiestrę kameralną (1974)
- Anglorum feriae na sopran, tenora, chór i orkiestrę (1976)

### Opera
- The Lambton Worm (1977, wyst. Oksford 1978)